# スパニッシュ・アーチ

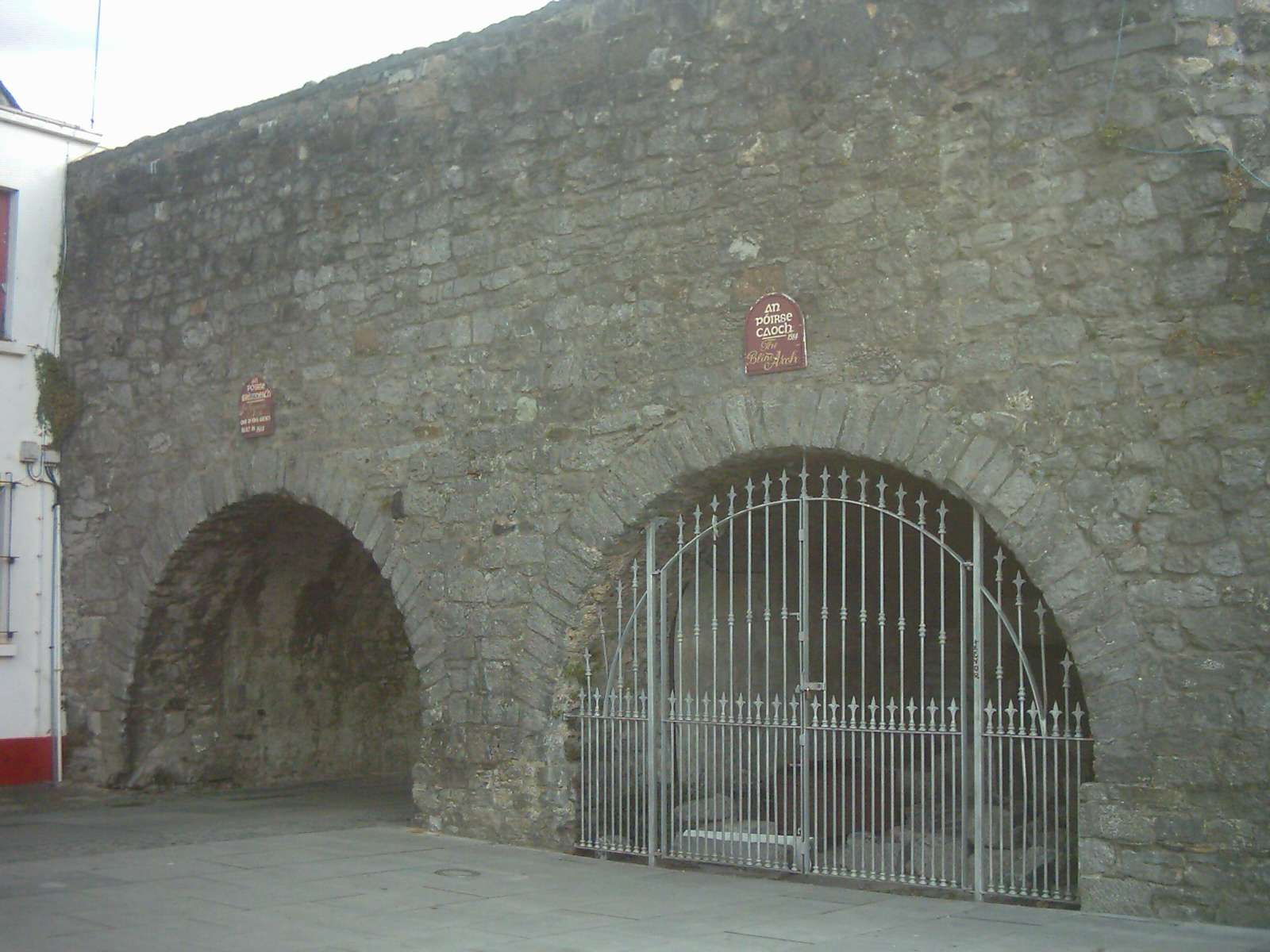
コリブ川東岸のスパニッシュ・アーチ

スパニッシュ・アーチ（英：The Spanish Arch、アイルランド語:An Áirse Spáinnis）は、アイルランド共和国ゴールウェイにある、1584年に作られた波止場を守るための街壁の延長に作られたアーチ。コリブ川の土手の上に築かれた。1755年に起きたリスボン地震による津波で部分的に破壊を受けた。近年ではアーチの一部はゴールウェイ市美術館（Galway City Museum）に改装されている。